# Alan Dundes
Alan Dundes (Nueva York, 8 de septiembre de 1934 — Berkeley, 30 de marzo de 2005) fue un folclorista, profesor de la Universidad de California, Berkeley. Su labor fue capital en el establecimiento de los estudios de folclore como materia académica. Escribió trece libros, académicos y populares al mismo tiempo, y editó o coeditó dieciocho más. Publicó, además, más de doscientos cincuenta artículos sobre folclore. En todas sus obras, mantuvo un enfoque psicoanalítico de las tradiciones populares, poco común en su campo. Según escribió, como folclorista psicoanalítico sus metas profesionales fueron «encontrar un sentido al sinsentido, encontrar la razón de lo irracional e intentar hacer consciente lo inconsciente». Ha sido aclamado como "el folclorista más reputado de su tiempo".

## Carrera
Hijo de un abogado y una profesora de música, Dundes estudió música en la universidad de Yale, donde conoció a su esposa, Carolyn. Tras dos años, abandonó la música y pasó a estudiar filología inglesa. Seguro de que tendría que incorporarse al ejército al acabar sus estudios, Dundes se alistó en la ROTC y recibió adiestramiento como oficial naval de comunicaciones. Como resultó que el barco al que iba a incorporarse, estacionado en la bahía de Nápoles, tenía ya un oficial de comunicaciones, Dundes, que se había encaprichado de ese destino, preguntó qué otros puestos quedaban libres en el barco. Finalmente, se incorporó al buque, donde trabajó dos años, ocupándose del mantenimiento de los cañones de artillería. Concluido el servicio, Dundes se matriculó en la Universidad de Indiana para obtener un doctorado en folclore. Pronto se reveló como un autor a tener en cuenta en este campo. Obtuvo con prontitud su doctorado y pasó a dar clases en la Universidad de Kansas. Tras pasar allí un año, la Universidad de California, Berkeley, le ofreció incorporarse al departamento de antropología para dar clases de folclore. Dundes mantuvo este puesto durante 42 años, hasta su muerte en 2005. 
Alan Dundes fue un conferenciante ameno, y su curso de Introducción al Folclore atrajo, algunos años, a más de 400 estudiantes. Durante el curso, presentaba a a los estudiantes las diversas manifestaciones del folclore, desde el mito, la leyenda y el cuento popular hasta los proverbios y acertijos, pasando por los chistes, los juegos, la jerga, las creencias populares y las recetas de cocina tradicional. El proyecto final de este curso exigía que cada alumno recogiese, identificase y analizase 40 ejemplos de material folclórico. Todo este material (unos 500.000 estudios) se conserva, catalogado, en los Archivos de Folclore de Berkeley. Dundes impartió también cursos sobre folclore americano y enfoques psicoanalíticos del folclore, así como seminarios sobre la historia de la folclorística, desde una perspectiva internacional, y la historia y avances de la teoría del folclore. 
En su obra más ambiciosa,  The Morphology of the North American Indian Folktales (Morfología de los cuentos populares de los indios norteamericanos), de 1964, se aprecia la influencia del estructuralismo de Vladímir Propp.
Apasionado en sus opiniones, Dundes no era ajeno a la controversia que a menudo despertaban sus teorías. Fiel a su enfoque psicoanalítico del folclore como expresión de deseos y ansiedades inconscientes, interpretaba las reacciones violentas a sus exposiciones como señal de que había tocado un nervio sensible y no andaba lejos de la verdad. Algunas de sus investigaciones más controvertidas se refieren al estudio del Nuevo Testamento y el Corán como materiales folclorísticos. Sin embargo, de entre todos sus artículos, el que le ocasionó disgustos más serios fue «Into   the Endzone for a Touchdown: A Psychoanalytic Consideration of American Football», una exploración del subtexto homoerótico inherente a la terminología del fútbol americano y los rituales que lo rodean, por el que recibió amenazas de muerte. En 1984, invitaron a Dundes a participar de forma destacada en la reunión anual de la Sociedad Americana de Folclore. En su conferencia, Life is Like a Chicken Coop Ladder, analizó expresiones populares, costumbres, cultura material y otros indicios que ponían de manifiesto la fijación erótica anal del carácter nacional alemán. La reacción a esta conferencia fue tan virulenta que Dundes no volvió a asistir al encuentro anual de esta sociedad durante veinte años. En 2004, volvió a intervenir en el encuentro anual, y en esta ocasión reprochó a sus colegas su desinterés por las cuestiones teóricas de estos estudios. A su juicio, la mera presentación de datos, por exhaustiva que pueda ser, resulta inútil sin un enfoque teórico que permita interpretarlos. No es suficiente recoger materiales, uno debe demostrar que sabe hacer algo con ellos.
Las enseñanzas de Dundes tuvieron también en ocasiones un eco positivo inesperado. En el año 2000, una persona que había asistido a sus clases en los 60 le envió un cheque de un millón de dólares. Dundes utilizó este regalo anónimo para dotar una cátedra de folclore en Berkeley.
Dundes sufrió un ataque mientras impartía un seminario. Los temas de la semana eran la teoría marxista y feminista, enfoques que Dundes detestaba, aunque consideraba que sus estudiantes debían conocerlos. Dejó a su audiencia intrigada. Estaba presentando el tema (la teoría marxista) y dijo, moviendo la mano con desdén, «Pero en realidad la teoría marxista sólo sirve para dos cosas en la folclorística...». Dicho esto, se derrumbó.

## Obras

### Libros en solitario
- (1964) The Morphology of North American Indian Folktales.
- (1975) Analytic Essays in Folklore.
- (1980) Interpreting Folklore. Indiana University Press.
- (1984) Life Is Like a Chicken Coop Ladder: A Study of German National Character Through Folklore.
- (1987) Parsing Through Customs: Essays by a Freudian Folklorist. The University of Wisconsin Press.
- (1987) Cracking Jokes: Studies of Sick Humor Cycles & Stereotypes. Ten Speed Press.
- (1989) Folklore Matters. University of Tennessee Press.
- (1997) From Game to War and Other Psychoanalytic Essays on Folklore. University Press of Kentucky.
- (1997) Two Tales of Crow and Sparrow: A Freudian Folkloristic Essay on Caste and Untouchability. Rowman & Littlefield.
- (1999) Holy Writ as Oral Lit: The Bible as Folklore. Rowman & Littlefield Publishers, Inc.
- (2002) The Shabbat Elevator and Other Sabbath Subterfuges: An Unorthodox Study of Circumventing Custom and Jewish Character. Rowman & Littlefield.
- (2002) Bloody Mary in the Mirror: Essays in Psychoanalytic Folkloristics. University Press of Mississippi.
- (2003) Fables of the Ancients?: Folklore in the Qur'an. Rowman & Littlefield.

### Libros escritos en colaboración
Con C. Bank
- (1986) First Prize: Fifteen Years. An Annotated Collection of Political Jokes, ISBN 0-8386-3245-9

Con Carl R. Pagter
- (1987) When You're Up to Your Ass in Alligators...:More Urban Folklore from the Paperwork Empire. Wayne State University Press.
- (1991) Never Try to Teach a Pig to Sing: Still More Urban Folklore from the Paperwork Empire. Detroit: Wayne State University Press.
- (1996) Sometimes the Dragon Wins: Yet More Urban Folklore from the Paperwork Empire. Syracuse University Press.
- (2000) Why Don't Sheep Shrink When It Rains?: A Further Collection of Photocopier Folklore. Syracuse University Press.

Con Claudia A. Stibbe
- (1981) The Art of Mixing Metaphors. A Folkloristic Interpretation of the "Netherlandish Proverbs" by Pieter Bruegel the Elder.

### Libros publicados como editor
- (1965) The Study of Folklore.
- (1984) Sacred Narrative: Readings in the Theory of Myth. University of California Press.
- (1989) Little Red Riding Hood: A Casebook. Madison, WI: The University of Wisconsin Press.
- (1990) In Quest of the Hero. Princeton University Press.
- (1991) Mother Wit from the Laughing Barrel: Readings in the Interpretation of Afro-American Folklore. University Press of Mississippi.
- (1991) The Blood Libel Legend: A Casebook in Anti-Semitic Folklore. University of Wisconsin Press
- (1992) The Evil Eye: A Casebook. University of Wisconsin Press.
- (1994) The Cockfight: A Casebook. University of Wisconsin Press.
- (1995) (con Lowell Edmunds) Oedipus: A Folklore Casebook. University of Wisconsin Press.
- (1996) The Walled-Up Wife: A Casebook. University of Wisconsin Press.
- (1998) The Vampire: A Casebook. Madison, WI: The University of Wisconsin Press.
- (2005) Recollecting Freud: Isidor Sadger. Madison, WI: The University of Wisconsin Press.

### Artículos notables
- (1969) "Thinking Ahead: A Folkloristic Reflection of the Future Orientation in American Worldview".
- (1971) "A Study of Ethnic Slurs".
- (1972) "Folk Ideas as Units of Worldview".
- (1975) "Slurs International: Folk Comparisons of Ethnicity and National Character".
- (2004) "As the Crow Flies: A Straightforward Study of Lineal Worldview in American Folk Speech".